# Kap Promontory Point
Koordinaten: 41° 13′ 20″ N, 112° 24′ 38″ W
Das Kap Promontory Point ist der südlichste Punkt einer bergigen Halbinsel (englisch: promontory), die von Norden in den Großen Salzsee im US-Bundesstaat Utah hineinragt.
Am Kap Promontory Point verläuft die Eisenbahnstrecke der Union Pacific Railroad, die über einen Damm durch den Salzsee (Lucin Cutoff) den Streckenabschnitt durch das Gebirge umgeht.
Im 19. Jahrhundert wurde als Promontory Point oder Promontory Summit ein Ort rund 50 km nördlich des Kaps bezeichnet, an dem sich am 10. Mai 1869 die Strecken Union Pacific Railroad und die Central Pacific Railroad trafen, um die erste transkontinentale Eisenbahnverbindung zu bilden. Dieser historische Ort ist heute als Golden Spike National Historic Site ausgewiesen.